# Fabiana denudata
Fabiana denudata ist eine Pflanzenart aus der Gattung Fabiana in der Familie der Nachtschattengewächse (Solanaceae).

## Beschreibung
Fabiana denudata ist ein Strauch mit einer Wuchshöhe von 0,5 bis 1 (selten 0,4 bis 1,2) Meter. Die Wurzeln sind gemmenbildend. Die Stängel sind grünlich, biegsam und unbelaubt oder mit reduzierten, schuppenförmigen Laubblättern besetzt.
Die Blüten sind aufsitzend oder stehen an kurzen Blütenstielen an den Enden von Haupt- und Kurztrieben, selten stehen sie auch in Gruppen an den Haupttrieben. Der Kelch ist 6 bis 8 (selten 4 bis 10) Millimeter lang, die Kelchröhre ist zylindrisch und zweimal so lang wie die dreieckigen Kelchzipfel. Die Krone ist trichterförmig und 13 bis 17 (selten bis 20) Millimeter lang. Die Staubblätter sind verschiedengestaltig, die Staubbeutel sind 1 bis 1,2 Millimeter lang und 0,7 bis 0,9 Millimeter breit, die Theken stehen getrennt. Die Narbe ist sattelförmig und leicht gespalten.
Die Frucht ist eine Kapsel mit einer Länge von 5 bis 7 Millimeter. Die Samen sind 1,6 × 0,5 × 0,4 Millimeter groß.
Die Chromosomenzahl beträgt 2n = 18.

## Verbreitung
Die Art ist im Norden Chiles in der Provinz Antofagasta, sowie in Argentinien in den Provinzen Catamarca, La Rioja, im Norden und Süden von San Juan, sowie in Mendoza verbreitet.